# National Football League
National Football League (NFL) je nacionalna liga američkog nogometa, najveća i najpopularnija profesionalna liga tog sporta na svijetu. Liga je kao takva formirana 1920. godine, a 1922. godine je uzela ime NFL (National Football League).
Najveću popularnost je liga stekla u 60-ima kad se NFL spojio s dotadašnjom konkurentskom ligom AFL (American Football League).
Trenutno u NFL-u postoje 32 momčadi podjeljene u dvije konferencije: američku konferenciju američkog nogometa (American Football Conference – AFC) i nacionalnu konferenciju američkog nogometa (National Football Conference – NFC). Svaka konferencija je podjeljena na 4 divizije gdje u svakoj diviziji igraju po 4 momčadi. 
Divizije su: Istočna, Zapadna, Sjeverna i Južna, iako divizije ne predstavljaju sam zemljopisni položaj timova već su momčadi posložene prema rivalstvima.
Tijekom regularne sezone, svaka momčad igra 16 utakmica u razdoblju od 17 tjedana i to od rujna pa do siječnja. Na kraju regularne sezone, 6 najboljih momčadi iz svake konferencije ulazi u doigravanje (eng. playoff). Dvije najbolje momčadi iz svake konferencije igraju na kraju doigravanja veliko finale američkog nogometa poznato kao Super Bowl, koje se svake godine početkom veljače održava na unaprijed određenom stadionu i jedan je od najgledanijih sportskih događaja na svijetu.
Tjedan dana kasnije najbolji igrači NFL-a iz jedne i druge konferencije nalaze se na utakmici "svih zvijezda" (All Stars utakmica) pod imenom Pro Bowl, koja se svake godine održava na Havajima.

## Momčadi koje trenutno igraju u NFL-u

### Američka Konferencija
| Američka Konferencija |                      |                                     |                                                  |
| Divizija              | Momčad               | Stadion                             | Grad/Područje                                    |
| Istok                 | Buffalo Bills        | New Era Field                       | Orchard Park, New York                           |
| Istok                 | Miami Dolphins       | Hard Rock Stadium                   | Miami Gardens, Florida (područje Miamija)        |
| Istok                 | New England Patriots | Gillette Stadium                    | Foxborough, Massachusetts (područje Bostona)     |
| Istok                 | New York Jets        | MetLife Stadium                     | East Rutherford, New Jersey (područje New Yorka) |
| Sjever                | Baltimore Ravens     | M&T Bank Stadium                    | Baltimore, Maryland                              |
| Sjever                | Cincinnati Bengals   | Paul Brown Stadium                  | Cincinnati, Ohio                                 |
| Sjever                | Cleveland Browns     | FirstEnergy Stadium                 | Cleveland, Ohio                                  |
| Sjever                | Pittsburgh Steelers  | Heinz Field                         | Pittsburgh, Pennsylvania                         |
| Jug                   | Houston Texans       | NRG Stadium                         | Houston, Texas                                   |
| Jug                   | Indianapolis Colts   | Lucas Oil Stadium                   | Indianapolis, Indiana                            |
| Jug                   | Jacksonville Jaguars | EverBank Field                      | Jacksonville, Florida                            |
| Jug                   | Tennessee Titans     | Nissan Stadium                      | Nashville, Tennessee                             |
| Zapad                 | Denver Broncos       | Sports Authority Field at Mile High | Denver, Colorado                                 |
| Zapad                 | Kansas City Chiefs   | Arrowhead Stadium                   | Kansas City, Missouri                            |
| Zapad                 | Oakland Raiders      | Oakland Alameda Coliseum            | Oakland, Kalifornija                             |
| Zapad                 | Los Angeles Chargers | StubHub Center                      | Los Angeles, Kalifornija                         |

### Nacionalna Konferencija
| Nacionalna Konferencija |                      |                               |                                                             |
| Divizija                | Momčad               | Stadion                       | Grad/Područje                                               |
| Istok                   | Dallas Cowboys       | AT&T Stadium                  | Arlington, Teksas (područje Dallasa)                        |
| Istok                   | New York Giants      | MetLife Stadium               | East Rutherford, New Jersey (područje New Yorka)            |
| Istok                   | Philadelphia Eagles  | Lincoln Financial Field       | Philadelphia, Pennsylvania                                  |
| Istok                   | Washington Redskins  | FedEx Field                   | Landover, Maryland (područje Washington D.C.-a)             |
| Sjever                  | Chicago Bears        | Soldier Field                 | Chicago, Illinois                                           |
| Sjever                  | Detroit Lions        | Ford Field                    | Detroit, Michigan                                           |
| Sjever                  | Green Bay Packers    | Lambeau Field                 | Green Bay, Wisconsin                                        |
| Sjever                  | Minnesota Vikings    | U.S. Bank Stadium             | Minneapolis, Minnesota                                      |
| Jug                     | Atlanta Falcons      | Mercedes-Benz Stadium         | Atlanta, Georgia                                            |
| Jug                     | Carolina Panthers    | Bank of America Stadium       | Charlotte, North Carolina                                   |
| Jug                     | New Orleans Saints   | Mercedes-Benz Superdome       | New Orleans, Louisiana                                      |
| Jug                     | Tampa Bay Buccaneers | Raymond James Stadium         | Tampa, Florida                                              |
| Zapad                   | Arizona Cardinals    | University of Phoenix Stadium | Glendale, Arizona (Phoenix area)                            |
| Zapad                   | Los Angeles Rams     | Los Angeles Memorial Coliseum | Los Angeles, Kalifornija                                    |
| Zapad                   | San Francisco 49ers  | Levi's Stadium                | Santa Clara, Kalifornija (Zaljevsko područje San Francisca) |
| Zapad                   | Seattle Seahawks     | CenturyLink Field             | Seattle, Washington                                         |

## Struktura sezone

### Predsezona
Početkom kolovoza pa do početka rujna NFL timovi igraju po 4 prijateljske utakmice međusobno. Te utakmice nisu gledane koliko utakmice regularne sezone, ali su se pokazale jako korisnima kako bi treneri bez opterečenja isprobali mlade igrače, formacije i akcije, te kako bi bolje pripremljeni ušli u regularnu sezonu.

### Regularna sezona
U regularnoj sezoni svaki tim igra 16 utakmica kroz period od 17 tjedana. Tradiocionalno se utakmice igraju svako nedjeljno popodne (u 19 sati po našem vremenu), s iznimkom da se jedna utakmica igra u nedjelju navečer, a druga u ponedjeljak navečer (monday night football). Zadnja tri tjedna u regularnoj sezoni utakmice se igraju i subotom.
Formula po kojoj se takmiće klubovi u NFL-u tijekom regularne sezone:
- Svaki tim igra protiv svakog tima u njegovoj diviziji po dva puta: jednom kod kuće i jednom u gostima (6 utakmica).
- Svaki tim igra po jednu utakmicu protiv 4 tima iz drugih divizija u njegovoj konferenciji po trogodišnjem rotirajučem principu: dvije utakmice kod kuće, i dvije vani (4 utakmice).
- Svaki tim igra po jednu utakmicu protiv 4 tima iz drugih divizija u drugoj konferenciji po četverogodišnjem rotirajučem principu: dvije utakmice kod kuće, i dvije vani (4 utakmice).
- Svaki tim igra dvije utakmice protiv dva tima u njegovoj konferenciji ovisno o dosadašnjim rezultatima sezone: Jednu utakmicu kod kuće i jednu vani.

Ova formula se pokazala vrlo korisnom jer se njome očuvaju stara rivalstva dok se u isto vrijeme stvaraju i nova.

### Doigravanje (playoffs)
Poslije odigranih 17 tjedana regularne sezone 6 najboljih timova iz svake konferencije ulazi u playoff po ovom principu:
- iz svake konferencije 4 prvaka divizije (timovi koji su imali najbolji omjer pobjeda i poraza unutar svoje divizije)
- dodatna dva tima iz svake konferencije koja su uz 4 prvaka divizije imala najbolji omjer pobjeda i poraza.

Nadalje, prva dva tima (prvi i drugi seed) u svakoj konferenciji imaju jedan vikend slobodan dok za to vrijeme treći i šesti, odnosno četvrti i peti seed igraju po jednu eliminacijsku utakmicu u prvoj rundi doigravanja (Wild Card). Sljedeće utakmice se igraju između pobjednika Wild Carda i timova koji su čekali (prvi ili drugi seed). Protivnici ovise o plasiranju, uvijek bolje plasirani tim igra protiv lošije plasiranog tima, i uvijek se igra kod kuće bolje plasiranog tima.
Poslije tih utakmica ostaju u svakoj konferenciji po dva tima koji igraju međusobno finale konferencije, a pobjednici konferencija igraju Super Bowl na prije utvrđenom mjestu.

## Draft
Kako bi NFL-u pristupili novi igrači s koledža oni moraju doći na draft. Moglo bi se reći da je draft regrutacija novih mladih snaga u ligu, a održava se svake godine tijekom dva dana u travnju i u njemu sudjeluju svi timovi NFL-a. Tim koji je prošlu sezonu imao najgori učinak u ligi ima pravo na prvi izbor na draftu, tj. može birati najbolje rangiranog mladog igrača. Igrače potom biraju i drugi timovi redom od najslabijeg do najačeg iz prošle sezone i kada su svi timovi odabrali svojega igrača počinju iznova od najslabijega tima, i tako 7 puta. Pa na kraju svaki tim izabere po 7 igrača.
Prije samog drafta pozicije na draftu timovi mogu uzimati u obzir i kod tranzicija igrača.

## Promjene
Godine 2017., Atlanta Falconsi mijenjaju stadion. Napuštaju Georgia Dome, a novi dom bit će Mercedes-Benz Stadium.
Godine 2018. Oakland Raidersi postaju Las Vegas Raidersi.

## Vanjske poveznice
- Službena stranica NFL lige
- Službena stranica NFL Europe lige
- Službena stranica Super Bowla
- Najveće legende NFL-a  Arhivirana inačica izvorne stranice od 26. rujna 2020. (Wayback Machine)
- Pro Football Hall of Fame